# آزادزادگان
آزادزادگان ایرانی (به عربی: بنی‌الاحرار) یا ابناء دسته‌ای از ایرانیان بودند که در زمان شاهنشاهی انوشه‌روان دادگر به درخواست مردم یمن دربرابر تازشات مردم حبشه آنان را پشتیبانی کردند و درآینده به فرمانروایی یمن رسیدند.

## نام‌ها
مردمان سرزمینهای گوناگون، آزادزادگان را به نام‌های گوناگونی می‌خواندند. ابوالفرج اصفهانی نام‌های زیر را بر می‌شمرد: «بنی‌الاحرار» در صنعا، «الابنا» در یمن، «الحمیره» در کوفه، «الخضارمه» در جزیره (میان‌رودان)، و «الجراجیمه» در شام.

## یاری یمنیان
در سال ۵۷۰ میلادی سپاه حبشه به سرکردگی ابرهه بنای دست‌اندازی را به سرزمین یمن گذاشتند و مردم یمن سیف بن ذی یزن را که در ادبیات عرب بسیار معروف است و یکی از پادشاهان حمیری یمن بوده‌است را به دربار انوشیروان فرستادند و از انوشیروان برای دفع حبشیان یاری خواستند. انوشیروان با بزرگان دربار خود مشورت کرد. آنان گفتند در زندان گروهی از بزهکاران هستند که می‌توان آنها را فرستاد، اگر کشته شوند، زیانی نرسد و اگر پیروز شوند، کشوری را بدست آورده‌ایم. خسرو این رأی را پسندید و تعداد ۸۰۰ محکوم به مرگ را به سرداری وهرز دیلمی با هشت کشتی به یمن فرستاد. وهرز به محض رسیدن به یمن دستور داد تا کشتی‌هایی که ایشان را آورده بود بسوزانند تا لشکریان وی دیگر امید بازگشت نداشته باشند. فرمانده حبشیان وقتی این گروه اندک را دید، اعتنایی نکرد اما بسیاری از مردم یمن که از بیداد حبشیان به تنگ آمده بودند، با لشکریان ایران توأم شدند و شمارهٔ این گروه را پنجاه هزار تن نوشته‌اند. مردم به فرماندهی این گروه توانستند حبشیان را از یمن بیرون کنند و حتی آنها را دنبال کردند و تا حبشه تاخت و تازهایی نمودند و سیف بن ذی یزن را به پادشاهی یمن نشاندند. به این ترتیب از آن پس یمن فرمانبردار ایران شد و سیف بن ذی یزن نیز خراج به دربار ایران می فرستاد.

## حکمرانی در یمن
چندی نگذشت که چند تن از حبشیان که در خدمت سیف بن ذی یزن مانده بودند، او را کشتند. وهرز دوباره از طرف انوشیروان مأمور شد که فتنهٔ یمن را فرو نشاند و خود از طرف دولت ساسانی در آنجا به حکمرانی بپردازد. بدینگونه تا ظهور اسلام مردم یمن تبعیت از حکمرانان ایرانی می‌کردند و بازماندگان گروهی که انوشیروان به یمن فرستاد را اعراب ابناء (جمع ابن، فرزندان) می‌نامیدند.

## نگرش اعراب
آزادزادگان جایگاه اجتماعی بالایی در میان اهالی یمن داشتند و همواره به آزادگی و شرافت شناخته می‌شدند. از امیه بن ابی صلت، شاعر عرب معاصر پیامبر اسلام، قصیده‌ای در مدح آزادزادگان ایرانی برجای مانده بدین مضمون :(اینجا یمن است ، جولانگاه حبشی های بد کردار و بد رفتار) و (جایگاه ایرانیان ازاده و آزادیبخش) . پس از اسلام، آنان توسط علی بن ابی‌طالب به اسلام گرویدند.